# Feuchtgebiet Kugel Neuseedeicherweg
Das Feuchtgebiet Kugel Neuseedeicherweg ist ein geschütztes, flächenhaftes Naturdenkmal auf dem Gebiet der Stadt Norden im niedersächsischen Landkreis Aurich in Ostfriesland. Es trägt die Nummer ND AUR 00123.

## Beschreibung des Gebietes
Das am 16. März 1990 ausgewiesene flächenhafte Naturdenkmal liegt inmitten von landwirtschaftlichen Nutzflächen auf einem Areal, das von Kueglweg und Seedeicher Weg begrenzt wird. Das Feuchtgebiet ist künstlichen Ursprungs und entstand durch Bodenabbau für Deichbauzwecke. Es wurde anschließend nach Naturschutzgesichtspunkten hergerichtet. Es besteht aus zwei voneinander getrennten Wasserflächen mit Schilf- und Seggenzonen sowie einer angrenzenden Feuchtwiese. Der Landkreis stellte das Gebiet wegen seiner Bedeutung als Brut-, Rast- und Nahrungsbiotop für zahlreiche Vogelarten, als Lebensraum für Amphibien sowie seiner das Landschaftsbild belebenden Funktion unter Schutz.